# Duncan Hall (rugby à XV)
Pour les articles homonymes, voir Duncan Hall et Hall.
Pas d'image ? Cliquez ici

a Compétitions nationales et continentales officielles uniquement.

b Matchs officiels uniquement.
Duncan Hall, né le 16 mars 1956 à Brisbane (Australie), est un ancien joueur de rugby à XV australien qui joue avec l'équipe d'Australie de 1980 à 1983. Il joue deuxième ligne.

## Biographie
Duncan Hall connaît sa première cape le 24 mai 1980 à l'occasion d'un match contre les Fidji. Il joue le dernier match international de sa carrière le 22 octobre 1983 contre l'Italie. 

## Statistiques en équipe nationale
- Nombre de matchs avec l'Australie : 15
- 4 points (1 essai)
- Sélections par saison : 4 en 1980, 2 en 1981, 4 en 1982, 5 en 1983